# برخهم
برخهم (به هلندی: Berghem) یک منطقهٔ مسکونی در هلند است که در اوس واقع شده‌است. برخهم ۹٬۳۸۵ نفر جمعیت دارد.